# Science-Fiction-Jahr 1875
Übersicht

◄◄ | ◄ | 1871 | 1872 | 1873 | 1874 | Science-Fiction-Jahr 1875 | 1876 | 1877 | 1878 | 1879 | ► | ►►

Weitere Ereignisse

## Neuerscheinungen Literatur
| Deutscher Titel                                                       | Deutschsprachiges Erscheinungsjahr | Originaltitel                                                 | Autor     | Anmerkungen |
| --------------------------------------------------------------------- | ---------------------------------- | ------------------------------------------------------------- | --------- | ----------- |
| Bis an den Nordpol, oder Was ist mit dem Tegetthoff weiter geschehen? | 1875                               | Egész az északi polusig! vagy: mi lett tovább a Tegetthoffal? | Mór Jókai |             |

## Geboren
- Bruno H. Bürgel († 1948)
- Felix Neumann
- Maurice Renard († 1939)

## Gestorben
- Annie Denton Cridge (* 1825)